# Maria Klementyna Habsburg
Maria Klementyna Józefa Joanna Fidelis (niem. Maria Klementine Josepha Johanna Fidelis von Österreich), (ur. 24 kwietnia 1777 w Villa del Poggio Imperiale w Poggio Imperiale, Toskania, zm. 15 listopada 1801 w Neapolu) – arcyksiężniczka Austrii.

## Życiorys
Maria Klementyna była dziesiątym dzieckiem i trzecią córką cesarza Leopolda II i księżniczki hiszpańskiej Marii Ludwiki Burbon.
Wyszła za mąż za Franciszka I Burbona, późniejszego króla Neapolu i Sycylii, syna Ferdynanda I, króla Neapolu i Sycylii, oraz arcyksiężniczki Marii Karoliny Habsburg. Ślub odbył się 25 czerwca 1797 w Foggii. Maria Klementyna zmarła w listopadzie 1801 roku w wieku 24 lat w wyniku ciężkiego porodu.

## Dzieci
- Karolina Ferdynanda Luiza (1798–1870), księżna de Berry
- Ferdynand (1800–1801)